# Arasanahalli Peddanahalli, Devanahalli
Arasanahalli Peddanahalli là một làng thuộc tehsil Devanahalli, huyện Bangalore Rural, bang Karnataka, Ấn Độ.